# Lomariopsis variabilis
Lomariopsis variabilis är en ormbunkeart som först beskrevs av Carl Ludwig Willdenow, och fick sitt nu gällande namn av Fée. Lomariopsis variabilis ingår i släktet Lomariopsis och familjen Lomariopsidaceae. Inga underarter finns listade.